# Schwarzpulver
| Schwarzpulver Pulversprengstoff  | Schwarzpulver Pulversprengstoff                           |
| Gekörntes Schwarzpulver          | Gekörntes Schwarzpulver                                   |
| Chemische Zusammensetzung        | Chemische Zusammensetzung                                 |
| -------------------------------- | --------------------------------------------------------- |
| Sprengkräftige Bestandteile      | - Kaliumnitrat, selten Natriumnitrat                      |
| Weitere Bestandteile             | - Sensibilisierer: Schwefel - Brennstoff: Holzkohlepulver |
| Physikalische Eigenschaften      |                                                           |
| Dichte g/cm³                     | von 1,2 bis 1,5                                           |
| Sauerstoffbilanz %               | von −30 bis −15                                           |
| Explosionswärme kJ / kg          | ca. 2700                                                  |
| Schwadenvolumen l / kg           | von 260 bis 340                                           |
| Spezifische Energie l · MPa / kg | 280                                                       |
| Detonationsgeschwindigkeit m/s   | von 300 bis 600 (Deflagration)                            |
| Explosionstemperatur K           | ca. 2300                                                  |
| Eigenschaftsvergleich            |                                                           |
| Brisanz                          | In sehr geringer Form                                     |
| Zündempfindlichkeit              | sehr hoch                                                 |
| Schwadenvolumen                  | gering                                                    |
| Preis                            | gering                                                    |
| Referenzen                       |                                                           |

Schwarzpulver war als Büchsenpulver der erste Explosivstoff, der als Schießpulver für Treibladungen von Schusswaffen verwendet wurde. Als Sprengpulver ist es ein Sprengmittel. Heute wird es als Korn- und Mehlpulver hauptsächlich in der Pyrotechnik – insbesondere bei der Feuerwerkherstellung – sowie beim Schießen mit Vorderladern und Böllern verwendet.

## Chemie

### Zusammensetzung
Schwarzpulver ist eine pyrotechnische Mischung, die aus Salpeter (meist Kalisalpeter = Kaliumnitrat), fein gemahlener Holzkohle (wegen des geringen Ascheanteils früher vornehmlich aus dem Holz des Faulbaums, auch Pulverholz genannt, gewonnen, heute oft auch aus Erlenholz) und Schwefel besteht. Schwarzpulver besteht im Mittel aus 75 % Salpeter, 10 % Schwefel und 15 % Holzkohle (Angaben in Massenanteilen). Dieses Mischungsverhältnis kann je nach Verwendungszweck leicht abweichen.
Pulver auf der Basis von Natriumnitrat, das billiger, aber sehr hygroskopisch ist, wurde in Form von Presslingen hergestellt und mit Bitumen gegen Feuchtigkeit imprägniert. Diese Presslinge waren als Geschützpulver wenig geeignet, sie wurden vornehmlich im Bergbau verwendet, die Bezeichnung lautet Sprengsalpeter.
In der frühen Geschichte des Schwarzpulvers wurden statt Kalisalpeter auch Calciumnitrat (zunächst als Mauersalpeter) und Magnesiumnitrat verwendet, die aber wegen hygroskopischer Eigenschaften das Pulver schnell unbrauchbar machten. Aus diesem Grund wurden Umlösungsprozesse entwickelt, die mithilfe von Pottasche aus gelöstem Calcium- und Magnesiumnitrat eine Lösung mit Kaliumnitrat lieferten (Calcium und Magnesium wurden als Karbonate ausgefällt). Die Gewinnung der Nitrate für Schwarzpulver geschah später durch bakterielle Nitrifikation (siehe Kalisalpeter).
Salpeter dient als Oxidationsmittel, wobei auch andere Salze (z. B. Chlorate, jedoch wegen hoher Brisanz nicht für Treibladungspulver) verwendet werden können. Das Kohlepulver dient als Brennstoff und der Schwefel kann sowohl als Brennstoff als auch als Zündmittel verwendet werden, damit die Schwarzpulvermischung bei kleinster Berührung mit Funken zu brennen beginnt.
Zur Erzielung von Flammenfärbungen für pyrotechnische Erzeugnisse werden bestimmte Nitrate verwendet, deren Kation eine entsprechende Flammenfärbung liefert. Es wurden im sogenannten Feuerwerkbuch von 1420 Rezepte für weißes (mit Zusatz von „Felberbaumholz“), rotes (mit Sandelholz), blaues (mit Kornblumen) und gelbes Pulver (mit Indischer Narde) verwendet.

### Herstellung
Die Bestandteile müssen fein zermahlen und gleichmäßig vermischt werden. Danach wird das Gemisch in Kuchen feucht verpresst und getrocknet, die wiederum zermahlen und entweder gekörnt oder als Mehlpulver belassen werden. Beim Körnen, das schon im 15. Jahrhundert bekannt war, wird das Pulver angefeuchtet und wieder in Bewegung zu Kügelchen geformt. Damit wird ein Entmischen der Bestandteile verhindert und über die Größe der Kügelchen kann die Abbrandgeschwindigkeit in gewissen Grenzen reguliert werden. Außerdem dringen beim Anfeuchten Salpeter und Schwefel in die Mikroporen der Kohlepartikel. Das fertige Pulver wird noch getrocknet und kann dann abgefüllt und verpackt werden.

### Chemische Reaktion
Beim Verbrennen des Schwarzpulvers entstehen Kohlendioxid, Kohlenmonoxid, Kaliumcarbonat, Kaliumsulfit, Stickstoff und Feinstaub. Es handelt sich um eine unvollständige Verbrennung. Die folgende Reaktionsgleichung ist vereinfacht und von der prozentualen Zusammensetzung des Schwarzpulvers abhängig. Nicht berücksichtigt wurden dabei die Restfeuchtigkeit sowie der Sauerstoff-, Wasserstoff- und Ascheanteil in der Holzkohle.
{\displaystyle \mathrm {16\ C+4\ S+10\ KNO_{3}\rightarrow 15\ CO+K_{2}CO_{3}+4\ K_{2}SO_{3}+5\ N_{2}} }

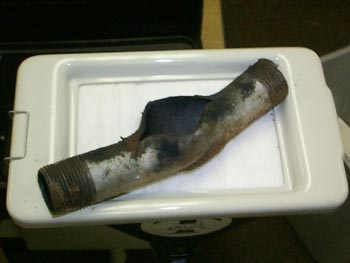
Explodierte schwarzpulvergefüllte Rohrbombe aus einem FBI-Versuchsaufbau

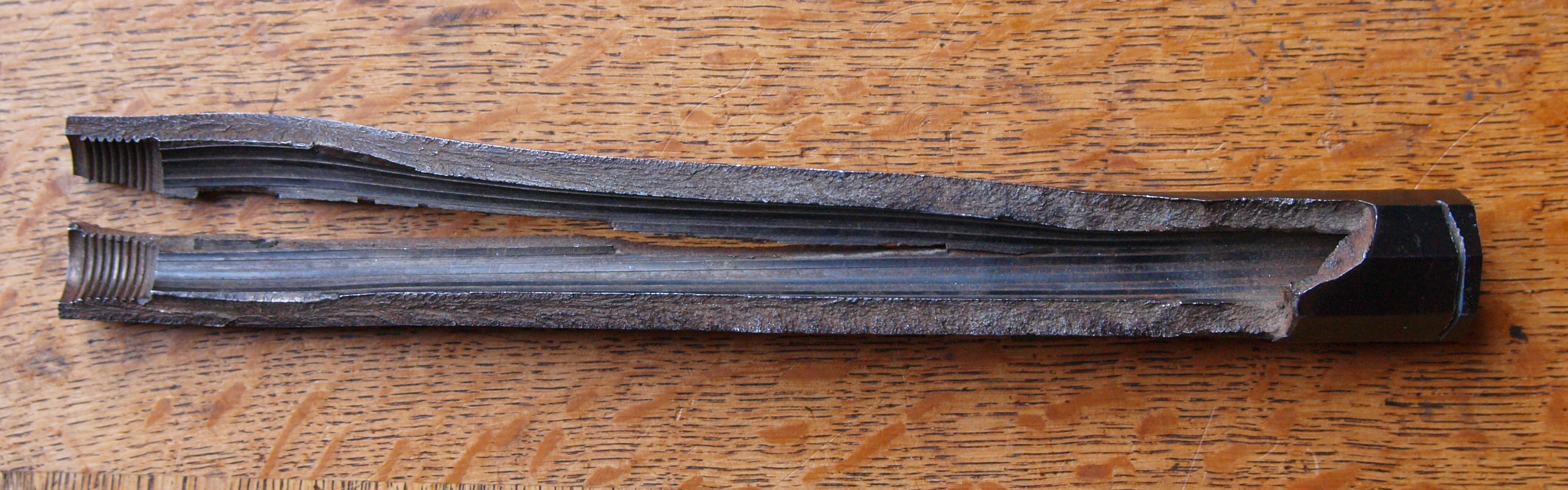
Geborstener Lauf einer Vorderladerpistole, die anstelle von Schwarzpulver mit Nitrocellulosepulver beschossen wurde und den erhöhten Belastungen nicht standhielt

Die Mischung verbrennt rasch, die innerstoffliche Schallgeschwindigkeit wird dabei jedoch nicht überschritten, weswegen statt von einer Detonation von einer Deflagration gesprochen wird. Bei der Verbrennung entsteht eine Temperatur von ungefähr 2000 °C. Das Schwadenvolumen (bei Normalbedingungen) liegt bei 337 l/kg, außerdem entstehen etwa 0,58 kg feste Kaliumsalze.
Die Zündtemperatur liegt sehr niedrig (ca. 170 °C). Schwarzpulver ist massenexplosiv. Ab einer Menge von ca. einem Kilogramm ist keine Verdämmung mehr erforderlich, damit das Pulver nicht mehr nur abbrennt, sondern in jedem Fall explodiert.
Schwarzpulver deflagriert mit einer Abbrandgeschwindigkeit von 300 bis 600 m/s. Dabei spielen die Restfeuchtigkeit, die Gründlichkeit der Mahlung und Vermischung der Bestandteile, die Größe und Dichte der Ladung sowie die Körnung eine große Rolle: Während bei Handwaffen feinkörniges Pulver verwendet wurde, um überhaupt eine akzeptable Schussleistung zu erreichen, musste bei großkalibrigen Geschützen entsprechend grobkörniges Pulver verwendet werden, um den Enddruck zu begrenzen und damit Rohrsprengungen zu vermeiden.
Schwarzpulver ist wenig schlag- und reibungsempfindlich. Statische Elektrizität (Funkenschlag) kann es nur äußerst schwer entzünden, da die enthaltene Holzkohle ein guter elektrischer Leiter ist und der Strom abfließen kann. Zudem sind moderne Schwarzpulver aus Sicherheitsgründen und als Rieselhilfe mit einer dünnen Graphitschicht versehen.
Die Nachteile von Schwarzpulver sind die recht niedrige Leistung, durch die brennbaren Gase bedingtes starkes Mündungsfeuer und starke Rauchentwicklung durch die großen Mengen der festen Nitratsalze. Aus diesem Grund wurde es ab etwa 1891 weitgehend durch rauchschwaches Schießpulver auf der Basis von Nitrozellulose verdrängt.

## Verwendung
Schwarzpulver wird in der Pyrotechnik, bei frei erhältlichen Knallkörpern, unter anderem bei Modellraketenantrieben verwendet, sowie beim Sportschießen und Böllern.

## Geschichte
Schwarzpulver wurde im Kaiserreich China erfunden. Die erste schriftliche Erwähnung salpeterhaltiger Brandsätze findet sich im Song-zeitlichen Wu Jing Zong Yao um das Jahr 1044. Das Buch ist aber nur in seiner jüngsten Kopie von 1550 aus der Ming-Zeit überliefert, daher ist nicht mehr erkennbar, ob die Vermerke zu den Brandsätzen nicht später hinzugefügt wurden. In dieser Zeit wurden auch Feuerpfeile (Raketen) entwickelt. Der chinesische Kriegsmandarin Yu Yunwen nutzte im Jahr 1161 derartige Feuerpfeile auch zur Abschreckung von Feinden. Im Jahr 1232 kam bei der Belagerung der Stadt Kaifeng Schießpulver zum Einsatz. Die älteste noch erhaltene Handfeuerwaffe in China stammt aus der Zeit um 1288 (Heilongjiang-Büchse). In China und Japan diente Schießpulver vornehmlich zu rituellen Zwecken, und zwar zu Ehren Verstorbener. Daneben ist aber ebenfalls nachgewiesen, dass mit Schwarzpulver gefüllte Bomben durch die Chinesen spätestens im 13. Jahrhundert als Waffe eingesetzt wurden.
Die Kenntnis über Schwarzpulver kam möglicherweise über den Mongolensturm oder Handelskontakte entlang der Seidenstraße in den arabischen Raum und (direkt oder über arabische Vermittlung) nach Europa. Dschingis Khan stellte im Jahr 1214 eine chinesische Katapulteinheit für seine Feldzüge in Transoxanien auf, die auch wie schon zuvor in China üblich Bomben mit Schießpulver verschoss, und es gibt Berichte aus dem Jahr 1241 über einen Einsatz bei der Schlacht bei Muhi in Ungarn. Nach Kenneth Chase könnten Nachrichten davon über die Gesandtschaft (1252 bis 1255) des Franziskaners Wilhelm von Rubruck zu den Mongolen nach Europa gelangt sein, unter anderem zu dem Gelehrten Roger Bacon, der ebenfalls Franziskaner war, sich sehr für den Bericht der Gesandtschaft interessierte und im Jahr 1267 eine der frühesten Erwähnungen der Verwendung von Schwarzpulver in Europa verfasste.
Im arabischen Raum beschreibt der syrische Autor Hasan al-Rammah in einem Buch über berittenen Kampf und den Einsatz von Kriegsmaschinen (Al-Furusiyya wa al-Manasib al-Harbiyya) von etwa 1285 die Herstellung von Schwarzpulver, insbesondere die erforderliche Reinigung des Kaliumnitrats.
Ebenfalls erwähnt wird Schwarzpulver im Liber Ignium („Buch der Feuer“) des fiktiven Marcus Graecus. Diese um 1225 entstandene Rezeptsammlung aus zum Großteil unterschiedlichen, teilweise antiken Quellen – nach J. R. Partington mit späteren Ergänzungen bis Ende des 13. Jahrhunderts, insbesondere dem Schießpulver-Rezept, enthält ein Rezept in der Zusammensetzung 6 Teile Salpeter, 2 Teile Holzkohle und 1 Teil Schwefel, das sich auch in einem Albertus Magnus zugeschriebenen Werk findet, dessen Zuschreibung aber sehr zweifelhaft ist. Auch Roger Bacon erwähnt in mehreren Schriften von 1242 bis 1267 mehrmals das Pulver, unter anderem als Kinder-Feuerwerkspielzeug. Ob er darüber hinaus genaue Angaben zur Herstellung und Zusammensetzung von Schwarzpulver machte, ist umstritten. J. R. Partington folgt in seiner Geschichte der Pyrotechnik einer Rekonstruktion eines Anagramms durch den Artillerieoberst Henry Hime (1904), das dieser in einer unklaren Stelle bei Bacon gelesen haben will (in einem Buch von Bacon, dessen Zuschreibung umstritten ist). Die zweifelhafte Rekonstruktion liefert eine vom Liber Ignium und späteren Rezepten abweichende Zusammensetzung von fast gleichen Anteilen (7 Teile Salpeter, 5 Teile Haselholz-Kohle und 5 Teile Schwefel).
Die früheste Erwähnung von Feuerwaffen (Schießpulverwaffen) in Europa ist die Abbildung einer primitiven Kanone in einem englischen Manuskript von 1326 (Walter de Milemete) und in der Bestellung von Feuerwaffen durch den Magistrat von Florenz im gleichen Jahr. In Frankreich ist die Herstellung und Verwendung von Schießpulver für Geschütze 1338 belegt. Eine der ältesten europäischen Darstellungen über die Anfangszeit des Geschützwesens und die Kunst der Büchsenmeister findet sich in einer auch das Schießpulver behandelnden Bilderhandschrift aus der zweiten Hälfte des 14. Jahrhunderts.
Erste militärische Anwendung soll das Schießpulver in Europa 1331 bei der Belagerung von Cividale durch deutsche Ritter und bei der Schlacht bei Crécy im Hundertjährigen Krieg
im Jahr 1346 erhalten haben, wo es allerdings noch keine entscheidende Rolle spielte. Um 1354 nutzten die Dänen das Schießpulver bei einer Seeschlacht.
Bei der Belagerung von Saint-Sauveur-le-Vicomte 1374 sollen Kanonen eine wesentliche Rolle gespielt haben und möglicherweise wurden dabei erstmals in Europa Stadtmauern mit Kanonen bezwungen.
In der Endphase des Hundertjährigen Kriegs spielte Feldartillerie schon eine entscheidende Rolle (Schlacht von Gerberoy 1435), und Belagerungsartillerie spielte eine entscheidende Rolle bei der Eroberung von Konstantinopel (1453) durch die Osmanen.
Im Mittelalter wurde Schwarzpulver im niederdeutschen Sprachraum als krud oder krut (Kraut) auch „Donnerkraut“ und im hochdeutschen Sprachraum als Büchsenpulver (z. B. 1432)
und Pulver (frühneuhochdeutsch) bezeichnet. Die heutige Bezeichnung Schwarzpulver geht wohl nicht auf den Franziskaner Berthold Schwarz aus Freiburg im Breisgau zurück, der – einer Legende zufolge – im 14. Jahrhundert die treibende Wirkung der Pulvergase auf Geschosse fand, sondern auf das schwarze Aussehen des Pulvers.
Zu den frühesten Kritikern der Verwendung des Schwarzpulvers als Schießpulver und Waffe gehörte Petrarca (1366), der darin ein Mittel zur Unterdrückung eines freien Volkes sah, und später Erasmus von Rotterdam, der es als Teufelswerk ansah, dass sich Christen mit „Maschinen der Hölle“ bekämpfen.
Vannoccio Biringuccio beschrieb 1534/35 in seiner Pirotechnia erstmals die Treibwirkung des zur Explosion gebrachten Schwarzpulvers als Folge der plötzlichen Entwicklung einer Dampfmenge, die ein über tausendfach größeres Volumen hat. Dass die Luft im Pulver bzw. im Salpeter um das 800fache im Vergleich zur Atmosphäre verdichtet wird, schrieb 1772 Johann Samuel Halle in seiner Werkstätte der heutigen Künste.
Schwarzpulver blieb bis zur Erfindung der modernen Sprengstoffe der einzige militärische und zivile Explosivstoff und einziges Treibmittel für Artillerie- und Handfeuerwaffen. Im 17. Jahrhundert wurde seine Handhabung als Treibmittel für Musketen durch die Papierpatrone mit abgemessener Füllmenge einschließlich Kugel erleichtert. In der ersten Hälfte des 19. Jahrhunderts machte die Entwicklung des Hinterladers die noch einfachere Einheitspatrone möglich. Seit Mitte des 19. Jahrhunderts verdrängten brisantere Sprengstoffe – wie das Nitroglyzerin, das darauf basierende Dynamit, die Nitrozellulose (Schießbaumwolle), Nitroaromaten, Nitramine usw. – das Schwarzpulver weitgehend als Explosivstoff und Treibmittel. Gegen Ende des 19. Jahrhunderts unterschied man Schwarzpulver von den neuen weißen Cellulosenitratpulvern.
Die friedliche Nutzung des Schwarzpulvers in Europa ist zunächst als Lustfeuerwerk in Vicenza Pfingsten 1379 historisch verbürgt. Italienische Spezialisten entwickelten durch Zumischung von neuen Substanzen farbige Spektakel bei Theater- und Operninszenierungen; mit originären Feuerwerken wurden Schlösser, Schlachten und Naturereignisse dargestellt. 1660 wurde der Sonnenkönig Ludwig XIV. bei seinem Einzug nach Paris von Zehntausend Feuerwerkskörpern empfangen. 1749 ließ Georg II. zur Feier des Aachener Friedens von Georg Friedrich Händel die Feuerwerksmusik komponieren; bei der Aufführung brannten Teile der für das Spektakel gebauten Schlosskulisse nieder.
Eine Mengenbegrenzung für die Lagerung von Schwarzpulver forderten das Kurfürstentum Trier und weitere Kurfürstentümer des Heiligen Römischen Reiches im 18. Jahrhundert durch Erlass von Anordnungen zur Brandverhütung. Krämer durften demnach nur bis zu drei Pfund Pulver im Laden vorhalten.

## Pulvermühlen
Die Herstellung von Schwarzpulver geschieht meistens in einer Pulvermühle. Viele Pulvermühlen wurden mit der Umstellung auf rauchschwache Pulver 19. Jahrhunderts geschlossen. 
Deutsche Schwarzpulvermühlen gibt es in Harzgerode (Sachsen-Anhalt) und im Dörntener Ortsteil Kunigunde der Gemeinde Liebenburg (Niedersachsen). Die letzte in Betrieb befindliche Schwarzpulvermühle in der Schweiz befindet sich in Aubonne.

## Heutige Verwendung

### Korn / gekörntes Schwarzpulver
Heute wird Schwarzpulver vor allem für Feuerwerke verwendet. Es dient dabei als Antriebsmittel für einfache Raketen, als Ladung von Knallkörpern und als Ausstoß- und Zerlegerladung für größere Effektträger wie beispielsweise Bomben und Bombetten.

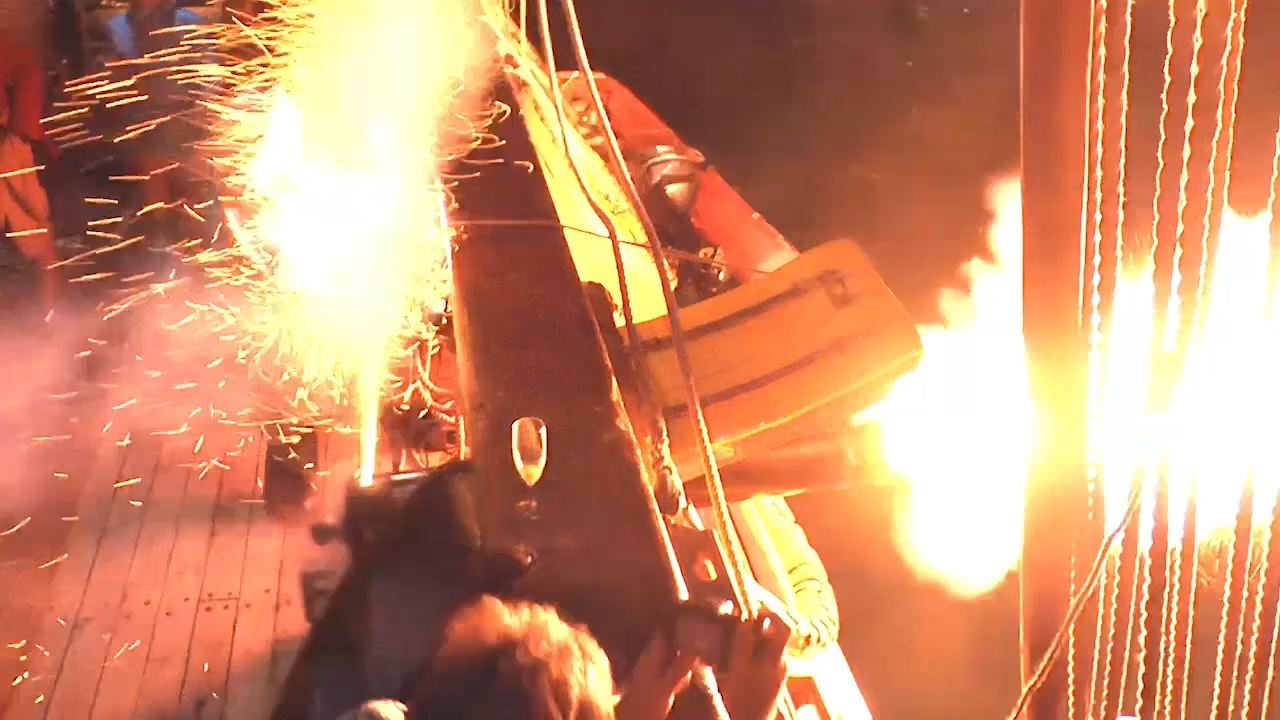
Salutschuss mit konventioneller Zündung durch das Zündloch auf der Shtandart

Im Schießsport wird Schwarzpulver nur noch als Reminiszenz an die Geschichte des Schützenwesens verwendet, wo es in verschiedenen Disziplinen des Vorderlader- und Westernschießens oder zum Böller- und Salutschießen (Böllerpulver) zum Einsatz kommt.
Erhältlich ist Schwarzpulver für den sportlichen oder jagdlichen Einsatz (als Jagdschwarzpulver) in verschiedenen Korngrößen die mit dem Buchstaben F (ersatzweise auch P) gekennzeichnet werden (Körnung in mm):
- Fg = 0,900–1,360
- FFg = 0,670–1,360
- FFFg = 0,508–0,870
- FFFFg = 0,226–0,508

### Mehlpulver
Mehlpulver (englisch meal) ist die Bezeichnung für nichtgekörntes Schwarzpulver.
Mehlpulver ist Schwarzpulver, welches nicht gekörnt wurde und sich so wenig für die Verwendung in Schusswaffen eignet. Wird es zusammengedrückt, verbrennt es nur langsam an der Oberfläche (wie z. B. in einer Rakete), ist es zu lose, kann es sich so schnell umsetzen, dass durch den rapiden Druckanstieg der Lauf gesprengt wird. Zudem gelangt das feine Mehlpulver oft nicht durch Einschütten bis zum Pulversack herunter, sondern bildet vorher einen Pfropfen, so dass die Waffe nicht funktioniert. Hinzu kommt, dass Mehlpulver die Eigenschaft hatte, sich beim Transport in den Fässern zu entmischen. Gerade auf den ruckeligen Pferdekarren kam es oft dazu, dass nach dem Transport die drei Grundbestandteile in Schichten vorlagen.
Mehlpulver wurde früher oft als Sprengpulver in Mörsern, in Brandkugeln oder als sogenanntes Zündkraut in Steinschloss-, Radschloss- oder Luntenschlosswaffen benutzt. Heute wird es in der Feuerwerkerei verwendet, um den Abbrand einzustellen und damit den Effekt passend zur Geltung zu bringen.

### Sprengpulver
Schwarzpulver wird als Sprengpulver, je nach Verwendung, den Sprengstoffen oder auch den Schießstoffen bzw. den pyrotechnischen Chemikalien zugeordnet. Die sprengtechnischen Eigenschaften sind jedoch abhängig von der Restfeuchte, der Körnigkeit, der Durchmischung und der Zusammensetzung des Pulvers, sowie von der Ladungsmenge, der Verdämmung und der Einbringung der Ladung (Bohrloch oder aufgelegte Ladung).
Ein wichtiger Einsatzort ist im Steinbruch zur Gewinnung wertvoller Werksteine wie Marmor oder Granit. Aufgrund der stark zerstörenden Wirkung von Detonationssprengstoffen kommen diese dort nicht zum Einsatz. Da Sprengpulver nicht brisant ist, sondern schiebende Wirkung hat, wird das Gestein relativ schonend losgebrochen, man erhält Bruchstücke in verwendbarer Größe und es entstehen keine Haarrisse. Nach dem Aufkommen moderner Sägemethoden verliert dieses Verfahren jedoch zunehmend an Bedeutung.

### Verstärkerladung
In der Artillerietechnik als Verstärkerladung (Booster) in der Zündkette. Der Anzünder zündet primär eine Schwarzpulverladung, die die weiteren Ladungsbeutel mit NC-Pulver entzündet.

## Volks- und Aberglaube, Heilkunde
Dem Schwarz- und Schießpulver wurden diverse wundersame Eigenschaften nachgesagt. So gab es im Jägeraberglauben die Vorstellung, die Zumischung pulverisierter Tierbestandteile, z. B. von Schlangen, Würmern oder Vögeln, erhöhe die Kraft des Pulvers. In Wein gemischt, so ein Aberglaube unter Soldaten, der für Teile der Schweiz aus dem Jahr 1914 nachgewiesen ist, mache das Pulver mutig. Es wurde als wundärztliches Ätzmittel verwendet, und in Flüssigkeiten gelöst und eingenommen oder aufgelegt, sollte es gegen Halsschmerz, Wechselfieber, Verstopfung, Krämpfe, oder Schnittwunden in der Human- und Tiermedizin helfen.

## Rechtliche Hinweise

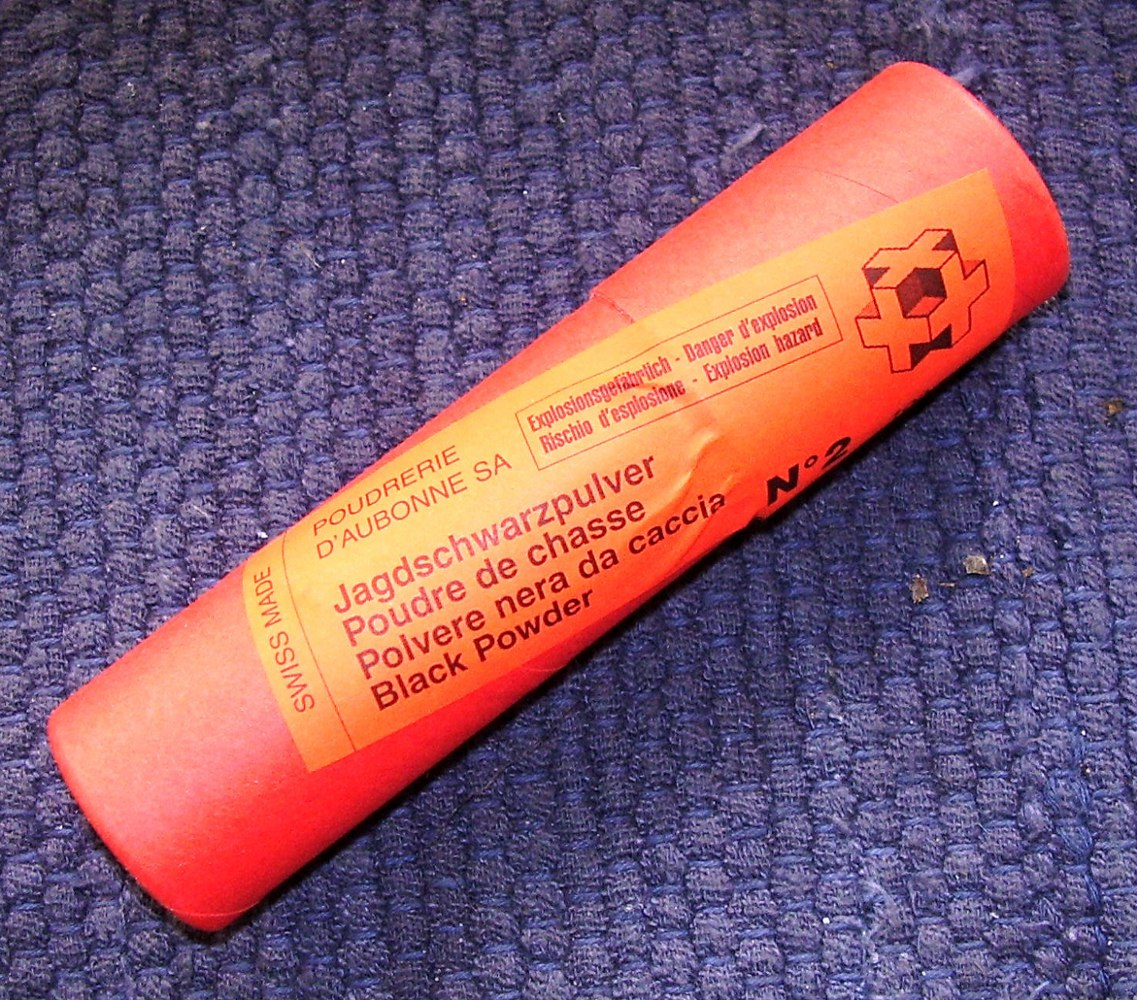
In der Schweiz ist Schießpulver in Jagdgeschäften frei erhältlich.

Schwarzpulver unterliegt den allgemeinen rechtlichen Regelungen für pyrotechnische Gegenstände, da dieses Stoffgemisch als pyrotechnischer Satz gilt. Spezielle Regelungen für offenes und verbautes Schwarzpulver sind:
- In der Schweiz dürfen an Personen unter 18 Jahren weder Sprengmittel noch gefährliche Feuerwerkskörper abgegeben werden. Der Erwerb und die Verwendung sind im Sprengstoffgesetz sowie den entsprechenden Durchführungsverordnungen geregelt.
- In Deutschland sind Privatpersonen zum Erwerb von Schwarzpulver berechtigt, sofern sie über eine entsprechende Erlaubnis nach § 7 oder § 27 SprengG verfügen. Voraussetzung dafür ist die erfolgreiche Teilnahme an einem entsprechenden Lehrgang mit einer Prüfung gemäß § 32 der Ersten Verordnung zum Sprengstoffgesetz. Landläufig werden solche Lehrgänge auch Böllerlehrgang oder Vorderladerlehrgang genannt. Zu diesen Lehrgängen werden nur Personen zugelassen, die gemäß § 34 der Ersten Verordnung zum Sprengstoffgesetz eine sogenannte Unbedenklichkeitsbescheinigung vorlegen, die, abhängig von den jeweiligen behördlichen Zuständigkeiten, z. B. vom Landratsamt oder vom Gewerbeaufsichtsamt ausgestellt wird. Im privaten Bereich wird nach erfolgreichem Lehrgang (nachgewiesen durch ein amtliches Zeugnis) und bei Vorliegen eines berechtigten Bedürfnisses (Brauchtum bei Böllerschützen und Ausüben des entsprechenden Schießsportes bei Vorderlader-Schützen) eine Erlaubnis nach § 27 SprengG zum Umgang mit Böllerpulver / Schwarzpulver im privaten Bereich, die sogenannte „27-er Erlaubnis“ ausgestellt, die vom örtlich zuständigen Landratsamt erteilt wird. Die private Herstellung von Schwarzpulver ist nach deutschem Recht verboten.

Erwerb, Besitz und Umgang sind dem geprüften Pyrotechniker oder Sprengberechtigten prinzipiell gestattet.